# 石川県公安委員会
石川県公安委員会（いしかわけんこうあんいいんかい）は、石川県警察を管理するため石川県知事所轄の下に設置される行政委員会である。3人の委員で組織される。所在地は金沢市鞍月1丁目1番地である。

## 委員
- 委員長
  - 東野義信
- 委員
  - 徳力曉
  - 北村哲志

## 下部組織
- 石川県警察